# 于建章
于建章（？—1874年），字殿侯，广西临桂（今桂林）人。清朝官員。

## 生平
同治四年（1865年），于建章中式乙丑科崇绮榜进士第二人，授翰林院编修。同治六年（1867年），翰林院尚未散馆，即出任贵州乡试副考官。后以编修出督山西学政，未到又调任山东学政。同治九年（1870年），于建章因亲母去世，丁忧回乡。守丧期间，旧病复发，同治十三年（1874年）卒于苍梧（今梧州市）。

## 家族
父于树本为道光十一年举人，从军戍受梧州，咸丰七年（1857年）城陷殉难。于建章寻尸不得，长期悲痛以致患上心脏病。